# Literatura (czasopismo)
Literatura – czasopismo literacko-społeczne wydawane w Warszawie jako tygodnik w latach 1972–1981, jako miesięcznik od 1982 do 2000 (w 1994 nie ukazywało się).

## Historia

### Okres 1972–1981
Pomysł wydawania pisma pojawił się w środowisku pisarzy, a jego powstanie było odczytywane jako przejaw liberalnej polityki PZPR. Częściowo zastąpiło na rynku ukazującą się do końca 1971 „Współczesność”. Jego redaktorem naczelnym został Jerzy Putrament, a zastępcami redaktora naczelnego Gustaw Gottesman (który zdaniem obserwatorów życia kulturalnego faktycznie kierował pismem) i Jan Koprowski (w redakcji do 1981, publikował też w latach 1974–1981 felietony w cyklu U nas i gdzie indziej)). Pierwszy numer pisma opublikowano z datą 17 lutego 1972. Tygodnik wydawano początkowo w nakładzie 40 tysięcy, a pod koniec lat 70. 75 tysięcy egzemplarzy, w dużym formacie. Łączył treści literackie i krytyczno-literackie z typowymi materiałami dziennikarskimi, stopniowo kierując się w stronę czytelnika masowego. Popularność zdobył m.in. dzięki działowi reportażu, a także felietonom (Jerzy Andrzejewski publikował cykl Z dnia na dzień w latach 1972–1979, cykl Gra z cieniem w latach 1980–1981), Jerzy Putrament cykl Dwadzieścia lat później w latach 1974–1981). Prezentował przy tym publicystykę zaangażowaną po stronie władzy, pojawiające się problemy polityczne (np. wydarzenia czerwca 1976, strajki w sierpniu 1980) omawiano nie wprost, w sposób enigmatyczny. Artykułem Kazimierza Dziewanowskiego pismo entuzjastycznie przyjęło podpisanie porozumień sierpniowych, zasadniczo starało się utrzymać postawę kompromisową pomiędzy władzą i rodzącym się niezależnym ruchem społecznym.
W miarę narastania konfliktu pomiędzy władzami PRL a środowiskami intelektualnymi do dymisji zmuszono Gustawa Gottesmana (odszedł 10 kwietnia 1975). W ślad za nim redakcję opuścili także na znak protestu Bogdan Gotowski i Cezary Gawryś (obaj w redakcji od 1972), zrezygnował także z pracy Jerzy Zieleński (w redakcji od 1974). Po opublikowaniu pod koniec roku 1975 dyskusji o literaturze z ostatnich 12 miesięcy, w której pozytywnie oceniono pisarzy opozycyjnych wobec władz, te ostatnie wymogły usunięcie z redakcji Ryszarda Matuszewskiego (pracującego od 1973 i kierującego działem krytyki literackiej) i Michała Sprusińskiego (autora od 1972, członka redakcji od 1974), a także Janusza Maciejewskiego, w redakcji od 1973 (według niektórych źródeł J. Putrament wybronił jednak M. Sprusińskiego). Z przyczyn politycznych redakcję musieli także opuścić Kazimierz Orłoś (pracujący od 1972), usunięty z redakcji po publikacji w Instytucie Literackim w 1973 Cudownej meliny i Piotr Wierzbicki, usunięty po podpisaniu listu w obronie działaczy Komitetu Obrony Robotników w 1977.

### Okres od 1982
W zmienionej formule (jako miesięcznik) „Literatura” powróciła na rynek w październiku 1982, w mniejszym formacie A4, w nakładzie od 45 do 75 tys. egzemplarzy. Redaktorem naczelnym pozostał do śmierci w 1986 Jerzy Putrament. Z poprzedniej redakcji pozostało tylko kilka osób (m.in. Jan Kłossowicz (w redakcji 1972–1990 jako kierownik działu krytyki artystycznej), Jacek Syski jako zastępca redaktora naczelnego). W kolejnych latach pismo poszukiwało lżejszej formuły, upowszechniając kulturę popularną i starając się pod koniec lat 80. dotrzeć także do młodszego czytelnika.
Po śmierci J. Putramenta w 1986 nowym redaktorem naczelnym został w 1987 Klemens Krzyżagórski, nie wpłynęło to na profil pisma.

### Redakcja i autorzy
W skład zespołu redakcyjnego wchodzili też w różnych latach poza ww. wymienionymi m.in.: Małgorzata Baranowska (1975, także autorka w latach 1972–1976), Kazimierz Dziewanowski (1973–1981), Krzysztof Gąsiorowski (1972–1975 jako kierownik działu poezji), Edward Hołda (1972–1981, m.in. jako kierownik działu poezji), Andrzej Jarecki (1972–1975), Krzysztof Karasek (autor od 1979, członek redakcji od 1984, autor felietonów w cyklu Kim jest poeta), Krzysztof Kąkolewski (1972–1981), Jerzy Kossak (1977–1978, w 1978 zastępca redaktora naczelnego), Stefan Melkowski (1976–1979 jako kierownik działu krytyki literackiej), Andrzej Mencwel (1978–1980, także jako kierownik działu krytyki), Krzysztof Mętrak (od 1982, jako zastępca redaktora naczelnego i felietonista), Wiktor Osiatyński (w latach 80. XX wieku), Jan Pieszczachowicz (1983–1990), Julian Rogoziński (do śmierci 6 stycznia 1980, publikował cykl szkiców literackich Preteksty), Małgorzata Szejnert (kierownik działu reportażu w II połowie lat 70.), Helena Zaworska (1988–1992 jako kierownik działu krytyki literackiej). Felietony publikowali tam m.in. Marian Grześczak (1980–1981, cykl Sposoby poezji), Piotr Bratkowski (cykl Prywatna taśmoteka w latach 1983–1989), recenzje i prozę Kazimierz Koźniewski (1973–1981), prozę Witold Zalewski (od 1972) a rysunki Eryk Lipiński (1979–1981 – cykl Pisarze polscy w karykaturze).